# 本洲產業園區站
本洲產業園區站位於高雄市岡山區，為高雄捷運紅線（岡山路竹延伸線）的捷運車站。

## 車站概要
車站代碼為RK3。本站位於本洲產業園區入口（本工路）南側

## 車站構造
高架車站，兩座側式月台，一個出入口。